# Bagno a Ripoli
Bagno a Ripoli är en ort och kommun i storstadsregionen Florens, innan den 31 december 2014 provinsen Florens, i regionen Toscana i Italien. Kommunen hade 25 556 invånare (2018).